# الرهاوي (الجيزة)
قرية الرهاوي هي إحدى القرى التابعة لمركز منشأة القناطر في محافظة الجيزة في جمهورية مصر العربية. حسب إحصاءات سنة 2006، بلغ إجمالي السكان في الرهاوي 15205 نسمة، منهم 7738 رجل و7467 امرأة.

## التاريخ
قرية الرهاوي من القرى القديمة، وردت في قوانين الدواوين ضمن أعمال الجيزية، ووردت في دليل سنة 1224 ھ أنها تعرف باسم «المشرفي» بولاية الجيزة، وذكر جوتييه في قاموسه قرية باسم «Rehsaoui» وقال إنها بلدة مصرية قديمة كانت بقسم أوسيم.